# ایچکوو
ایچکوو (به لاتین: Ichkovo) یک منطقهٔ مسکونی در روسیه است که در استان آرخانگلسک واقع شده‌است.